# SN 2008bp
SN 2008bp – supernowa typu II-P odkryta 2 kwietnia 2008 roku w galaktyce NGC 3095. W momencie odkrycia miała maksymalną jasność 17,70m.